# Paulus Bor
Paulus Bor, född 1601 troligen i Amersfoort, död där 1669 var en nederländsk konstnär.
Bor vistades flera år i Italien, bland annat i Rom, innan han 1628 återvände till Amersfoort. Han uppehöll sig sannolikt en tid i Utrecht och i Amsterdam. På 1630-talet tog Bor intryck av Rembrandt men anslöt sig därefter till Caravaggioefterföljarna i Utrecht.